# Skrzek – Film i Teatr II
Skrzek – Film i Teatr II – dokumentacja muzyki teatralnej i filmowej Józefa Skrzeka z lat 1985 – 2000. Publikacja została wydana jako siedemnasta płyta z 20 płytowego boxu muzycznego dotyczącego twórczości Józefa Skrzeka zatytułowanego Viator 1973–2007 wydanego przez Metal Mind Productions.

## Premiera
- Nagrania (1-10) były rejestrowane w 1985 roku, kompozycje (11-13) zarejestrowano w 1986 roku, utwory (14-18) pochodzą z 2000 roku[3].
- Oficjalna premiera całego 20 płytowego boxu odbyła się w Studiu Koncertowym Polskiego Radia Katowice w kwietniu 2007 r.[4].

## Lista utworów
1. Ostatnia niedziela – 01:03
2. Trzy dzwony – 04:53
3. Niepewność – 05:32
4. Widmo – 08:01
5. Motyw dojrzewający – 07:19
6. Ostatnia niedziela (Reprise) – 02:45
7. Chwila relaksu – 02:05
8. Dla Jacka O. – 03:35
9. O – bi, o – ba – 05:00
10. Koda – 00:55
11. Melancholia – 12:05
12. Pomnik – 05:50
13. Trybuna – 08:30
14. Anioły 1 – 01:01
15. Anioły 2 – 01:02
16. Anioły 3 – 01:49
17. Anioły 4 – 01:09
18. Adagio Angelus – 06:34

## Informacje dodatkowe
- W utworach (14-17) partie wokalne wykonuje Elżbieta Grodzka
- utwór 1 i 6 jest adaptacją tanga o tym samym tytule; autorstwa Jerzego Petersburskiego
- utwory (1-6) nagrano na potrzeby spektaklu baletowego „Ostatnia niedziela” w reżyserii Conrada Drzewieckiego wystawianego przez Polski Teatr Tańca[3].
- utwory (1-10) zostały docelowo sprzedane Wytwórni Filmów Dokumentalnych i Fabularnych w Warszawie i są dostępne w polskim library music[3].
- utwory (11-13) zostały we fragmentach wykorzystane w filmie Epizod Berlin-West w reżyserii Mieczysława Waśkowskiego[5]
- utwory (11-13) zostały nagrane w innych wersjach i opublikowane na albumie grupy SBB zatytułowanym „Malczewski”[6]
- utwory (14 – 18) zostały nagrane na potrzeby filmu Angelus[7] Lecha Majewskiego w 2000 roku.
- Box został wydany w ilości 1000 numerowanych egzemplarzy.